# Kirchenburg von Birthälm
Die Kirchenburg von Birthälm (rumänisch Biserica fortificată din Biertan) ist eine spätgotische Kirchenburg in Birthälm, Kreis Sibiu, in der historischen Landschaft Siebenbürgen im heutigen Rumänien. Erbaut wurde sie Ende des 15. Jahrhunderts  von Siebenbürger Sachsen; als damals noch römisch-katholische Kirche war sie Maria geweiht. Eine Inschrift über dem Triumphbogen mit der Jahreszahl 1522 bezieht sich vielleicht auf die Fertigstellung des Kirchenbaus.
Nachdem 1572 der Birthälmer Pfarrer Lukas Unglerus (1526–1600) zum Bischof der evangelischen Kirche gewählt worden war, wurde die Kirche zum Bischofssitz der Evangelischen Kirche A.B. und blieb bis zur Verlegung des Bischofssitzes 1867 geistlicher Mittelpunkt der Siebenbürger Sachsen. Mit dem sie umgebenden Ort gehört die Kirchenburg seit 1993 zum UNESCO-Welterbe.

## Baugeschichte

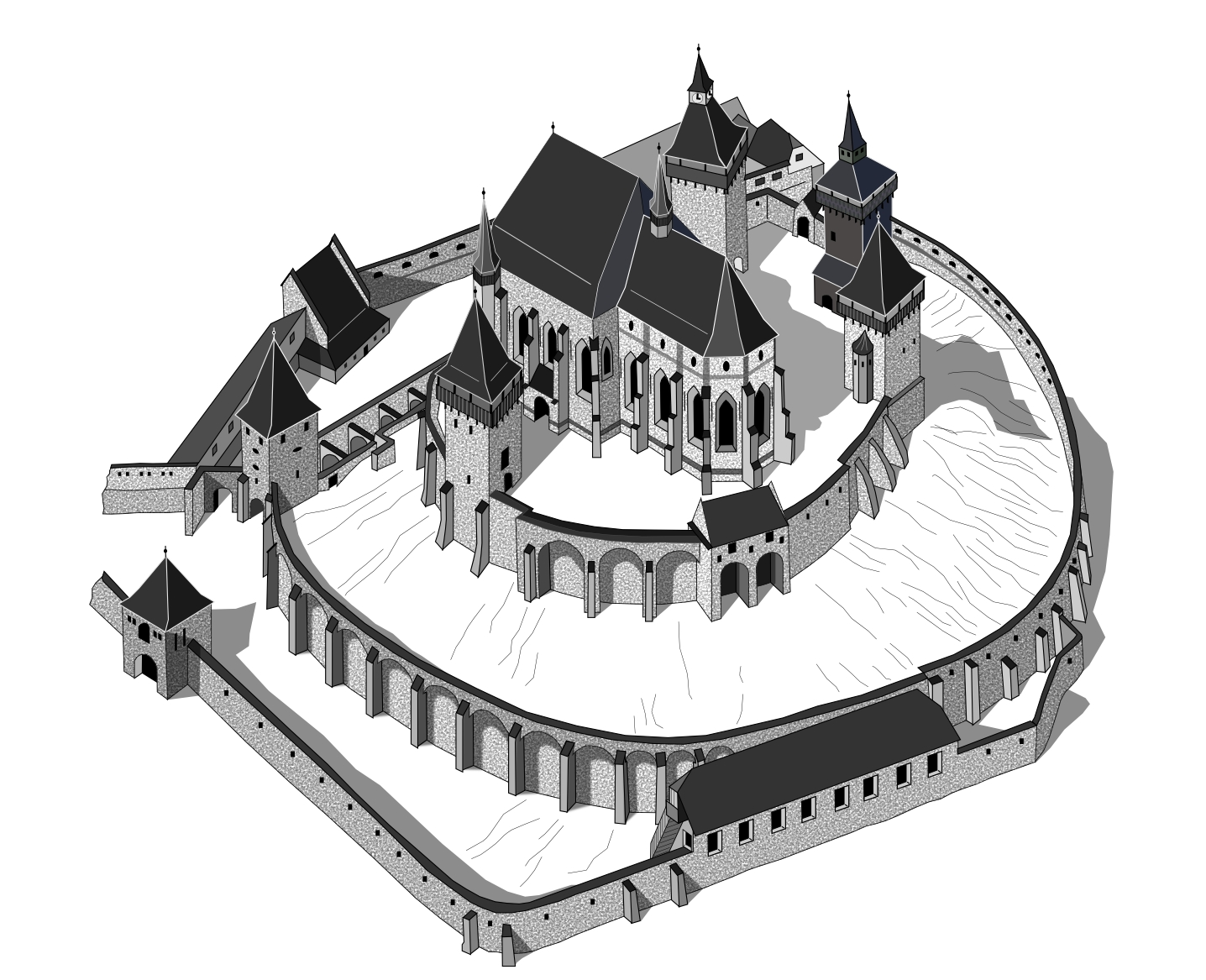
Isometrische Zeichnung der Kirchenburg nach Hermann Fabini

Die Ortschaft Birthälm wurde wahrscheinlich in der Zeit zwischen 1224 und 1283 gegründet. Sie liegt auf Königsboden im Gebiet der Zwei Stühle von Mediasch und Schelk. Um 1315 erlangte diese Region die im Goldenen Freibrief (1224) festgelegten Rechte und entwickelte sich zu einem bedeutenden Marktort.
Eine Kirche, wahrscheinlich im romanischen Stil, wurde erstmals 1402 erwähnt. Mit dem wirtschaftlichen Aufschwung nahm auch die Bautätigkeit am Ort zu. Im letzten Jahrzehnt des 15. Jahrhunderts begann der Bau der spätgotischen dreischiffigen Hallenkirche, die heute noch steht. Während des Kuruzenkriegs (1703–1711) wurde die Kirche geplündert. Beim Erdbeben von Vrancea 1977 wurde der Baukomplex beschädigt und in der Folge 1983 bis 1989 restauriert.
1993 wurden der Ort Biertan und seine Kirchenburg zum UNESCO-Welterbe erklärt; 1999 wurden sechs weitere Orte mit Kirchenburgen hinzugefügt. Die Kirchenburg wird auch in Rumänien als Monument istoric auf der Liste des rumänischen Ministeriums für Kultur und Religionsangelegenheiten geführt.

## Baubeschreibung

### Befestigung und Türme

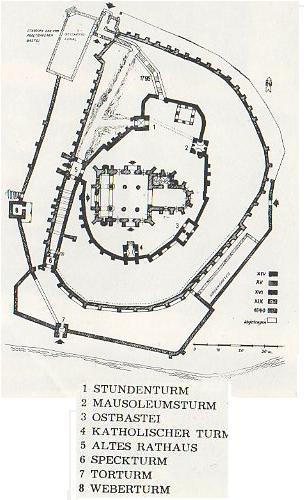
Plan der Kirchenburg

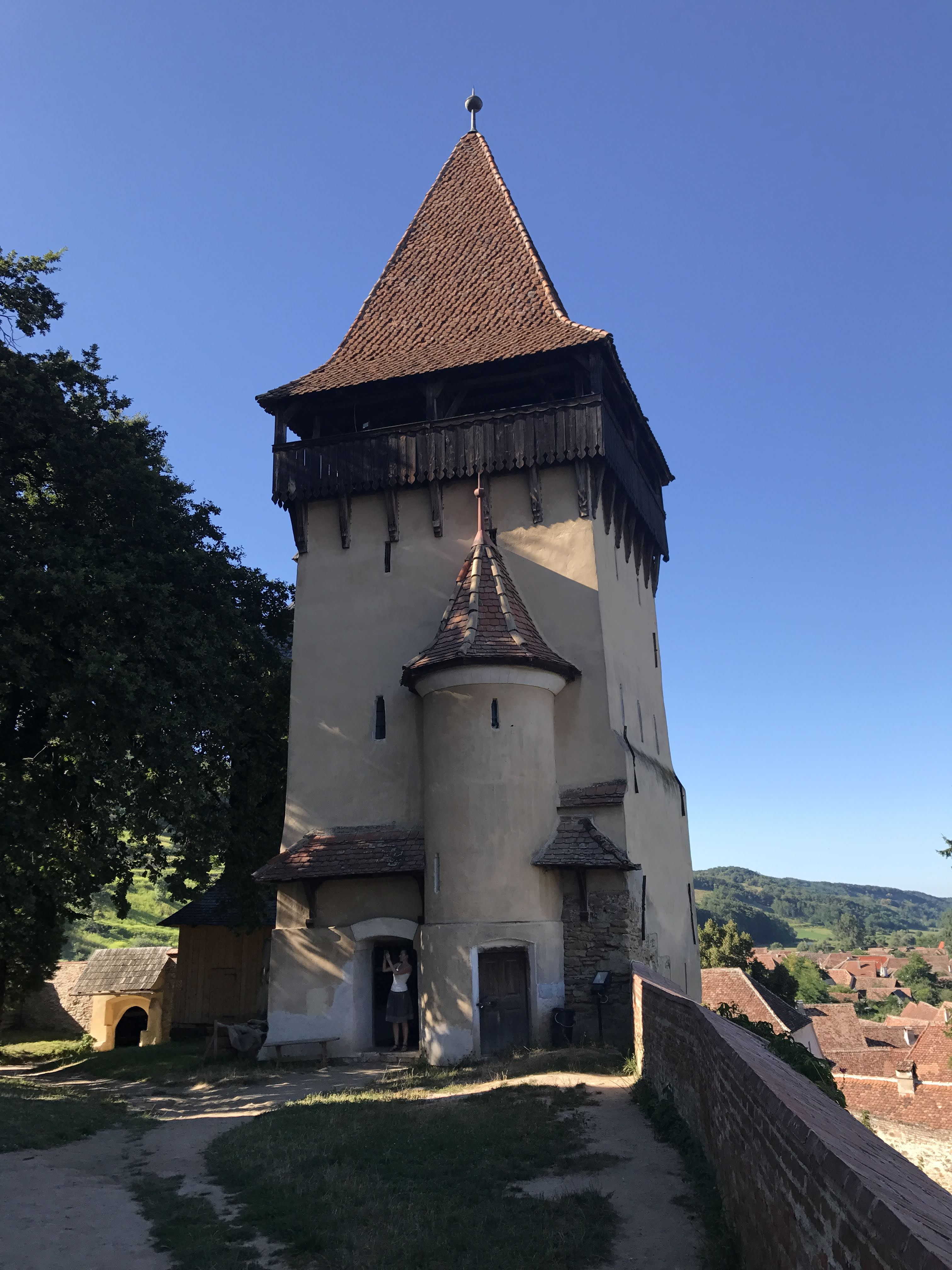
Mausoleumsturm und mittlerer Mauerring, Ansicht von Süden

Zur Wahrnehmung der vom König gewährten Verteidigungsrechte mussten Festungsanlagen errichtet werden. Da eine Befestigung des gesamten Ortes die Einwohner nicht nur finanziell überfordert hätte, sondern ihre Zahl auch nicht ausgereicht hätte, eine solch ausgedehnte Wehranlage zu verteidigen, wurde – wie oftmals in Siebenbürgen – nur die Kirche befestigt.
Die Birthälmer Kirchenburg besitzt drei Mauerringe mit insgesamt acht Türmen. Der innere Mauerring mit vier Türmen stammt aus dem 14. Jahrhundert. Der mittlere Ring wurde zusammen mit der neuen Kirche errichtet und besitzt eine Reihe von Verstärkungsbögen. Der äußere Mauerring wurde im 16. und 17. Jahrhundert erbaut. Wie beispielsweise am Rathausturm deutlich sichtbar, beträgt der Höhenunterschied zwischen innerem und mittlerem Mauerring teils bis zu 7 m; die Mauerringe tragen somit wesentlich zur Stabilität des Baugrunds bei. Sechs Türme besitzen ein Pyramidendach (Stundenturm, Glockenturm, Mausoleumsturm, Katholischer Turm, Speckturm, Einfahrtsturm), zwei Türme ein Pultdach (Rathausturm, Weberturm). Eine Bastei im inneren Ring trägt das sogenannte „Scheidungshaus“.

#### Innerer Mauerring
Die Bastei im Westen des inneren Mauerrings, der Rathausturm, hat ihren Namen vom Rathaus des Ortes, das früher hier untergebracht war. Ihr Turm liegt dicht an der Kirche. Sein Obergeschoss ist durch eine kleine Tür ebenerdig vom inneren Mauerring aus erreichbar. Hier befindet sich der aufwendig mit Ornamenten ausgemalte Ratssaal. Die Fundamente des dreigeschossigen Torturms verbinden die mittlere und innere Ringmauer. Zusammen mit dem südlicher gelegenen Torturm bildete der Rathausturm früher den Zugang zum mittleren Burghof. Auf der Südseite sind noch die Gleitsteine für das Falltor zu erkennen.
Der Stundturm im Nordwesten diente mit seinem tonnengewölbten Durchgang als Torweg zu den inneren Befestigungsanlagen. An den Pfeilern des westlichen Torbogens sind die Gleitrinnen eines Fallgatters erhalten. Der viergeschossige Bau besitzt einen hölzernen Wehrgang und Brustwehren. Die Uhr befindet sich in einem Türmchen oberhalb des pyramidenförmigen Dachs. Das Uhrwerk trägt die Aufschrift „Josef Roth – Uhrmacher – Kronstadt 1883“. Auf drei Seiten des Uhrtürmchens finden sich Zifferblätter.
Ganz im Norden des inneren Mauerrings liegt der Glockenturm, der als einziger Turm vollständig aus Holz erbaut ist. Die tragende Holzkonstruktion ist mit senkrechten Brettern verschalt; das Dach ist mit hölzernen Schindeln eingedeckt.
Weiter nordöstlich im Mauerring steht der Mausoleumsturm. Seine drei Geschosse sind mit Schießscharten ausgestattet. Der Turm besitzt einen hölzernen Wehrgang und ein Pyramidendach. Ein kleiner Treppenturm an der Südseite führt zu den oberen Geschossen. Seit 1913 sind an den Innenwänden des Erdgeschosses die Grabplatten und Epitaphien der Bischöfe und Würdenträger angebracht, die einst in der Kirche bestattet waren. Im Boden ist in der Raummitte die Grabplatte einer Gemeinschaftsgruft eingelassen.
Im Südosten befindet sich eine Bastei mit dem sogenannten „Scheidungshaus“, welches der Versöhnung zerstrittener Ehepaare diente, indem die Eheleute bis zur Entscheidung über ihre Beziehung auf engem Raum festgehalten wurden.
Der „katholische Turm“ ganz im Süden wurde von den wenigen Siebenbürger Sachsen genutzt, die die katholische Konfession beibehalten hatten. In seinem Inneren befindet sich eine kleine Kapelle (ca. 1520–1530), die reich mit Fresken ausgeschmückt ist.

#### Mittlerer Mauerring
Zwischen mittlerem und innerem Mauerring verläuft entlang der Mauer der von Strebebögen überdeckte Zugang zum Burginneren. Der Rathausturm verbindet als Tordurchgang den inneren mit dem mittleren Mauerring, der Zugangsweg führt dann durch den Speckturm im Nordwesten in den äußeren Mauerring.

#### Äußerer Mauerring
Der äußere Mauerring ist im Süden durch den südlichen Torturm zugänglich. Im Westen befindet sich der Weberturm. Vom Torhaus im Nordwesten des äußeren Mauerrings bietet eine teils mit Holzschindeln überdachte Stiege einen direkten Zugang zum inneren Mauerring, den sie westlich des Glockenturms erreicht.

### Kirche

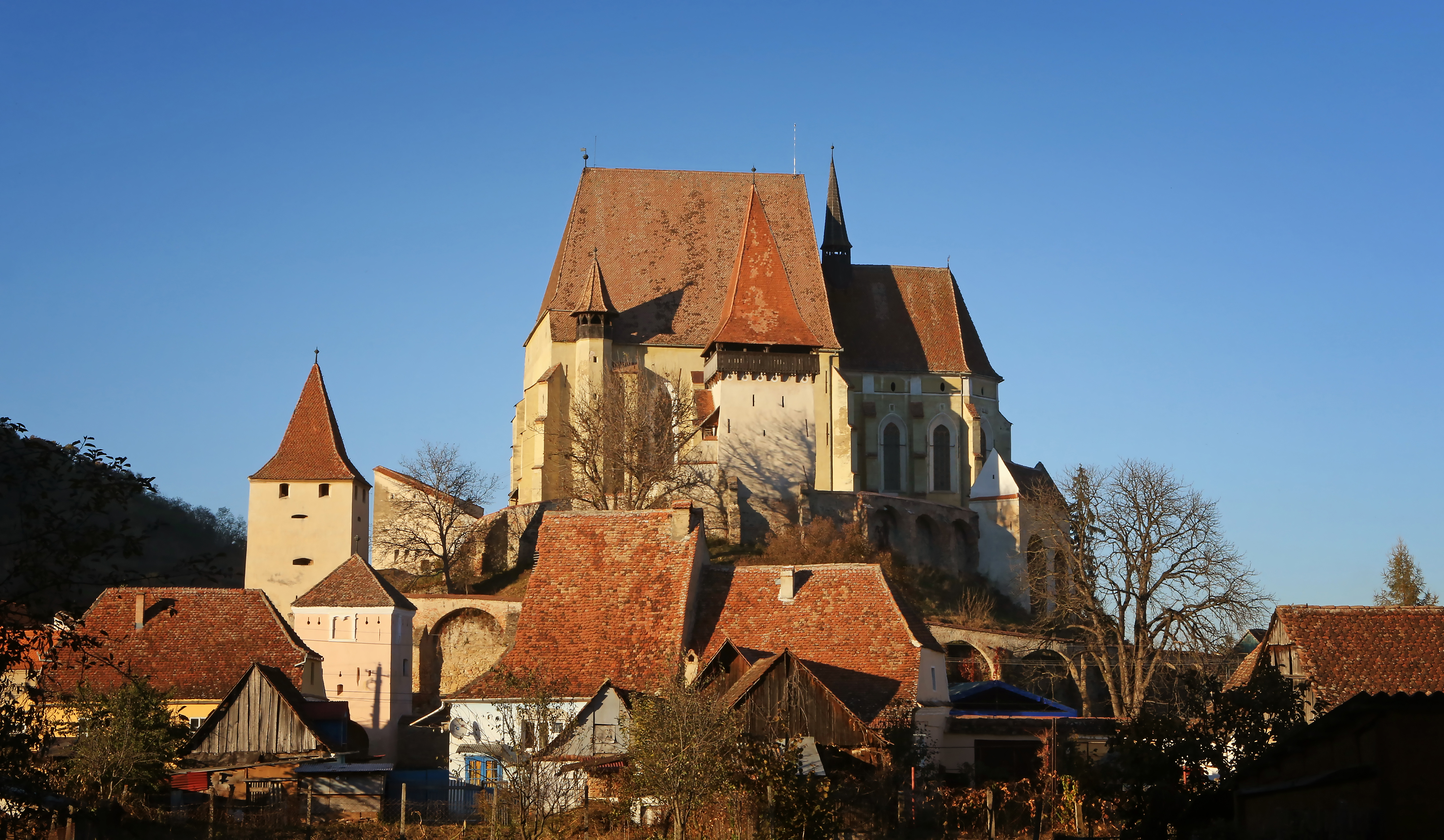
Ansicht von Süden

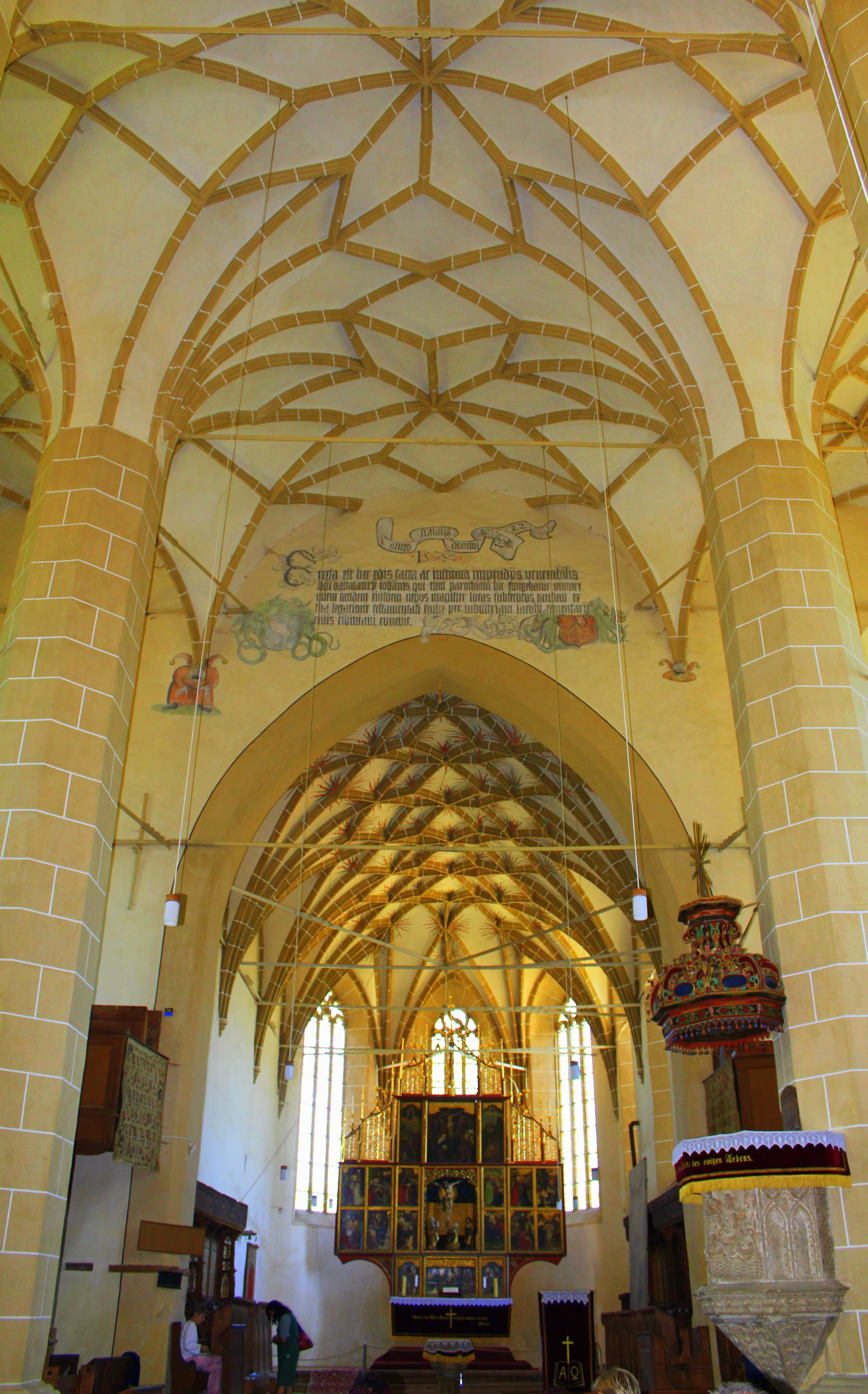
Mittelschiff, Triumphbogen mit Bauinschrift und „Narrenkonsolen“, Chorraum

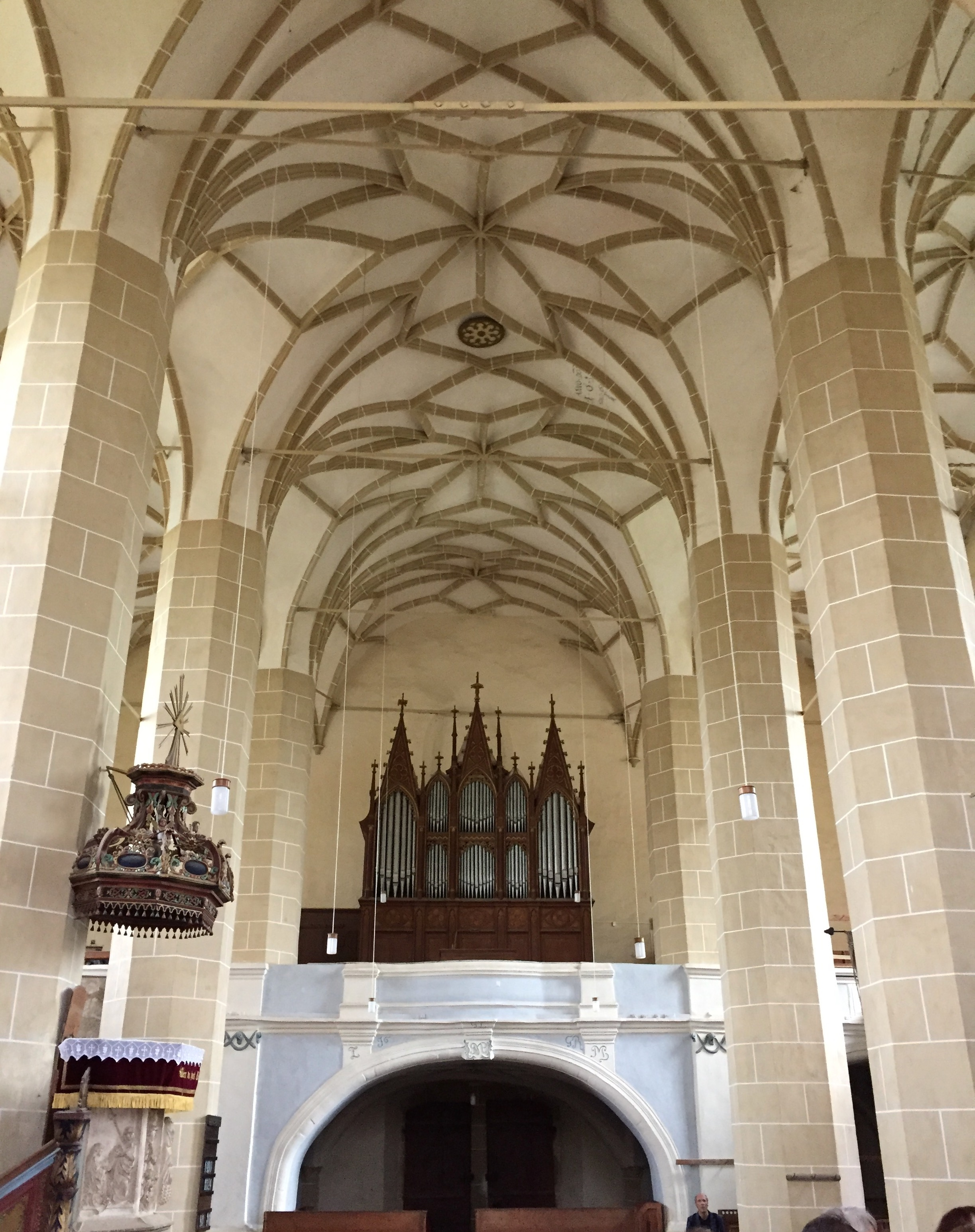
Mittelschiff und Westempore

Auf der Kuppe des Bergplateaus, das sich etwa 20 m über dem Tal eines östlich der Burg gelegenen Baches erhebt, liegt die Kirche. Sie ruht auf einem Sockelgesims aus behauenen Kalksteinen. Gestufte Strebepfeiler stützen die Wände von Chor und Langhaus von außen. Der Grundriss des Bauwerks ist – bedingt durch die beschränkten Raumverhältnisse auf dem Plateau – fast quadratisch: Das Langhaus hat bei einer Höhe von 16 m und Innenbreite von 20 m nur eine Länge von 26 m. Der 18 m lange, schmale Chorraum der Kirche besitzt einen polygonalen 5/8-Schluss. Über dem Chor befinden sich Reste eines Wehrgeschosses mit Wehrgang und Brüstung.
Das Langhaus ist mit einem Satteldach aus Biberschwanzziegeln gedeckt; nach Westen hin schließt ein steiler Schopfwalm das Dach ab. Der Chor ist ebenfalls mit einem Satteldach gedeckt, die Sakristei mit einem Schleppdach.
Außen an der westlichen Nord- und Südfassade sind Treppentürme angebaut. Ein Treppenaufgang im nördlichen Turm führt von außen zur Orgelempore und zum Dachstuhl, der südliche Turm führt aus dem Kircheninneren herauf. An die Nordseite des Chores schließt sich die Sakristei an, die von innen über eine Tür in der Nordwand des Chores zugänglich ist. Im Inneren der Sakristei liegt in der Ostwand der Zugang zu einem kleinen, außen angebauten Treppenturm.
Der Chorraum und die zweigeschossige Sakristei besitzen Netzgewölbe. Das aus drei fast gleich hohen Schiffen bestehende, vierjochige Langhaus wird von einem Sterngewölbe überdeckt, dessen Gewölberippen (aus Stuck) ohne Schlusssteine zusammenlaufen. Drei achteckige Pfeilerpaare stützen das Gewölbe, dessen Rippen an den Seitenwänden auf Kragsteinen aufliegen. Die Gewölbeflächen zwischen den braun angestrichenen und mit weißen aufgemalten Fugen unterteilten Gewölberippen in Chor, Langhaus, und Sakristei weisen im Chorraum zusätzlich aufgemalte Feuerzungenmotive und grüne Spitzstrahlen auf.
Am Triumphbogen sind zwei Konsolen farbig als Narrenköpfe gestaltet, deren zugehörige Körper auf die Wände gemalt sind. An der Wand des Triumphbogens befindet sich ein Schriftband mit einer Inschrift in gotischen Minuskeln: anno natalis Domini n[ost]ri 1522, die auf die Vollendung des Baus hinweisen könnte. Darunter gedenkt eine längere (heute restaurierte) Inschrift des „Herrn baccalaureus Johannes“, der testamentarisch eine Stiftung zugunsten der Kirche verfügt hatte. Links von der Inschrift ist das Wappen der Stadt Mediasch zu erkennen, rechts ein weiteres Wappen, vielleicht ein Zunftwappen.
Stifterinschrift auf dem Triumphbogen:

„Erecta est hec edis sacra ac instituta impendijs venerabilis / do[min]i baccalaurij iohan[n]is qui tum parochiani fungebatur munere / quem tandem eiusdem nepos magister lucas subsecutus, eandem ex / sua legatione testamentali finire per industriam iacobi cementarij / civis cibiniani curavit.“

„Diese heilige Stätte wurde erbaut auf Kosten und durch die Bemühung des ehrwürdigen Herrn
baccalaureus Johannes, der damals das Amt des Parochus innehatte, auf den dessen Neffe, Magister Lucas, folgte, der sich aufgrund der testamentarischen Anordnungen um die Fertigstellung der Arbeiten mühte, sowie durch den Fleiß des Maurers Jakob (des Steinmetzen), Bürger von Hermannstadt.“

Die älteste, heute im Mausoleumsturm befindliche Grabplatte trägt die Buchstaben „IO“, die sich zudem auf einem Wappenschild am Hauptaltar sowie auf der Sakristeitür finden. Müller (1857) und Salzer (1881) ordnen beide diese Buchstaben dem Pleban (Pfarrer) Johannes († 1526) zu. Somit erweist sich Pfarrer Johannes als bedeutender Stifter und Förderer des Baus und der Ausschmückung der Birthälmer Kirche.
In der zweiten Hälfte des 18. Jahrhunderts, zur Zeit des Rokoko, wurde im Westen eine aus Stein gemauerte Orgelempore eingezogen. In der Nord- und Südwand befinden sich je drei, in der Westwand zwei hohe, spitzbogige Fenster. Ein drittes Fenster in der Mitte der Westwand wurde beim Bau der Orgelempore zugemauert. Steinerne Stege teilen die Langhausfenster in zwei oder drei Abschnitte. Die Bogenfelder sind durch Maßwerk mit Vierpass- und Fischblasenmotiven über Kleeblattbögen gegliedert. Verglast sind sie mit grünen und gelblichen, in Bleistege eingesetzte Butzenscheiben.
Zum Chorraum hin steigt der Baugrund an. Daher liegt der Chor drei Stufen höher als das Langhaus. Auch hier bilden Gurtrippen ohne Schlusssteine ein Netzgewölbe, das seitlich auf Konsolen ruht. Im polygonalen Chorabschluss befinden sich drei, in der Südwand zwei zusätzliche, durch Stege dreigeteilte Fenster, auch hier gliedert spätgotisches Maßwerk mit Vierpässen und Fischblasen über Dreipassbögen die hohen und schmalen Fenster.
Im gesamten Gewölbe fangen Zuganker den Schub auf, besonders dicht und in mehreren Ebenen ist das Ankernetz im Chorraum gezogen.

### Portale

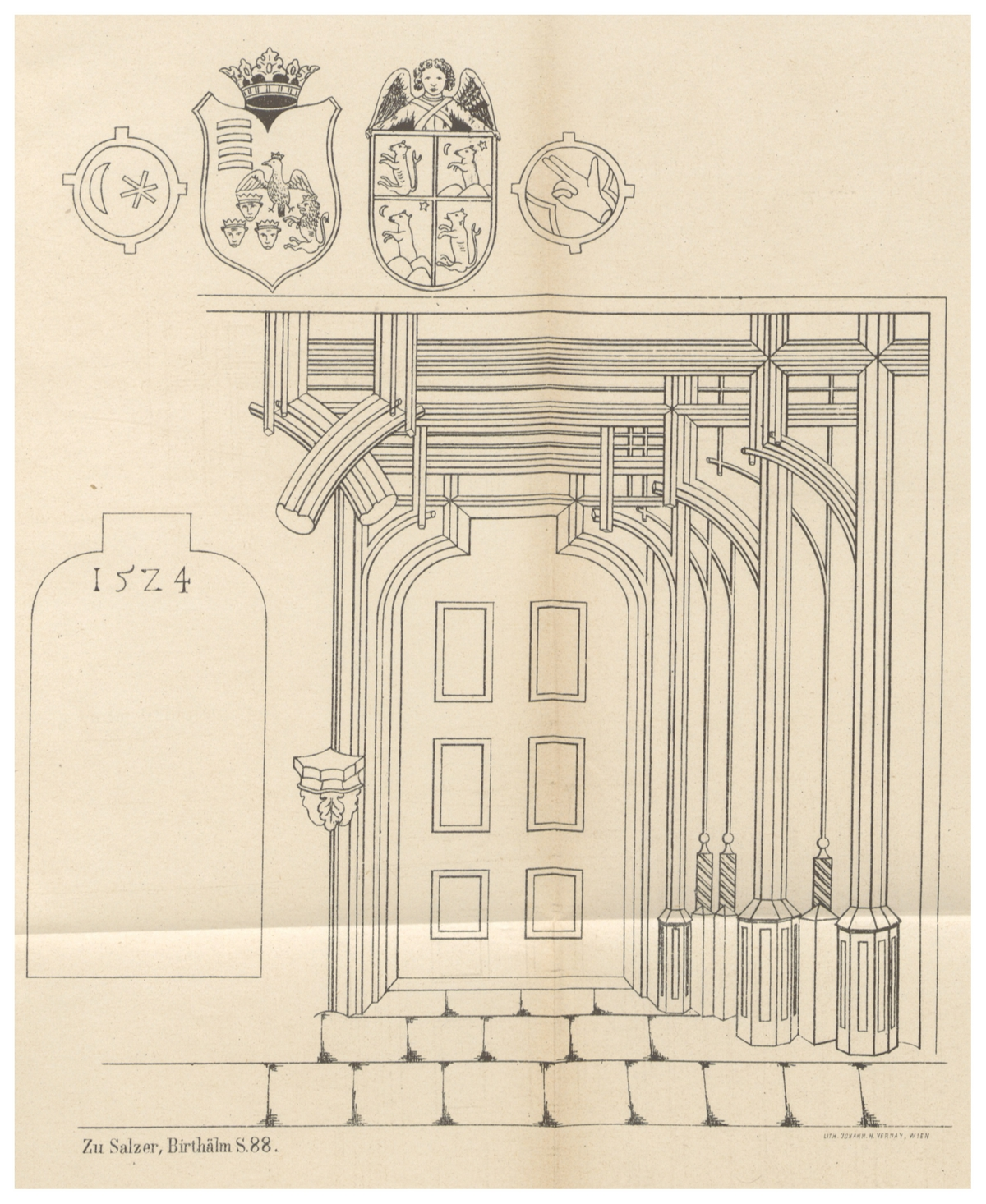
Westportal. Zeichnung nach Salzer (1881), S. 785

Das doppeltürige Westportal zählt mit seiner reichen Profilierung (gotische Stabfassung) und dem Kragsturzbogen mit Mittelpfosten zu den bedeutenden spätgotischen Bauplastiken Siebenbürgens. Die Wappen des ungarischen Königs Wladislaw II. Jagiello (1490 – 1510) und des Woiwoden Johann Zápolya (1510 – 1516) über dem Portal deuten auf eine Entstehungszeit zwischen 1510 und 1516. Im Feld oberhalb des linken Portals ist die Jahreszahl 1524 eingekerbt. Zwei Medaillons rechts und links der beiden Wappen zeigen eine Schwurhand und einen sechsstrahligen Stern mit Halbmond. Auf der leeren Konsole am Mittelpfeiler stand einst vermutlich eine Statue, vielleicht eine Darstellung der Kirchenpatronin Maria. Die einander gegenüberliegenden Nord- und Südportale im Renaissancestil besitzen profilierte Türstöcke und werden von einem Arabeskenband eingefasst. Nach oben schließt sie ein mehrfach abgestuftes Gesims ab. Das Nordportal des Kirchenschiffes weist ebenfalls Renaissanceformen auf. Ein Relief aus Palmetten, wellenförmigem Rankenwerk und stilisierten Rosetten schmücken den Türrahmen.

### Sakristei
Das Untergeschoss der Sakristei besitzt ein Kreuzgratgewölbe; in der Ostwand führt eine Wendeltreppe im außen angebauten kleinen Treppenturm hoch. Das Obergeschoss wird durch ein Tonnengewölbe überwölbt. In beiden Geschossen befinden sich je zwei spitzbogige Fenster mit einfachem Maßwerk.

## Innenausstattung

### Birthälmer Altar

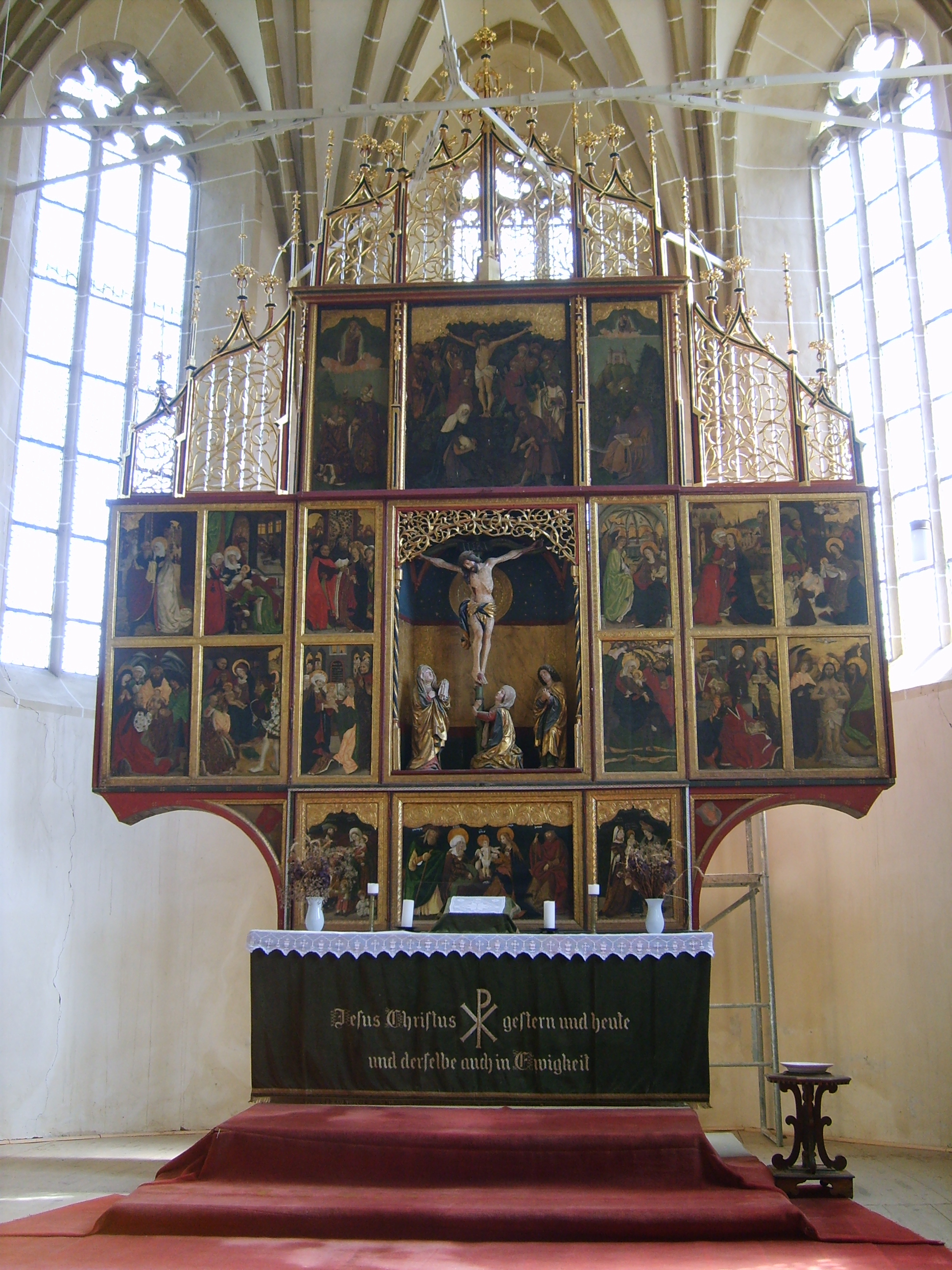
Birthälmer Altar

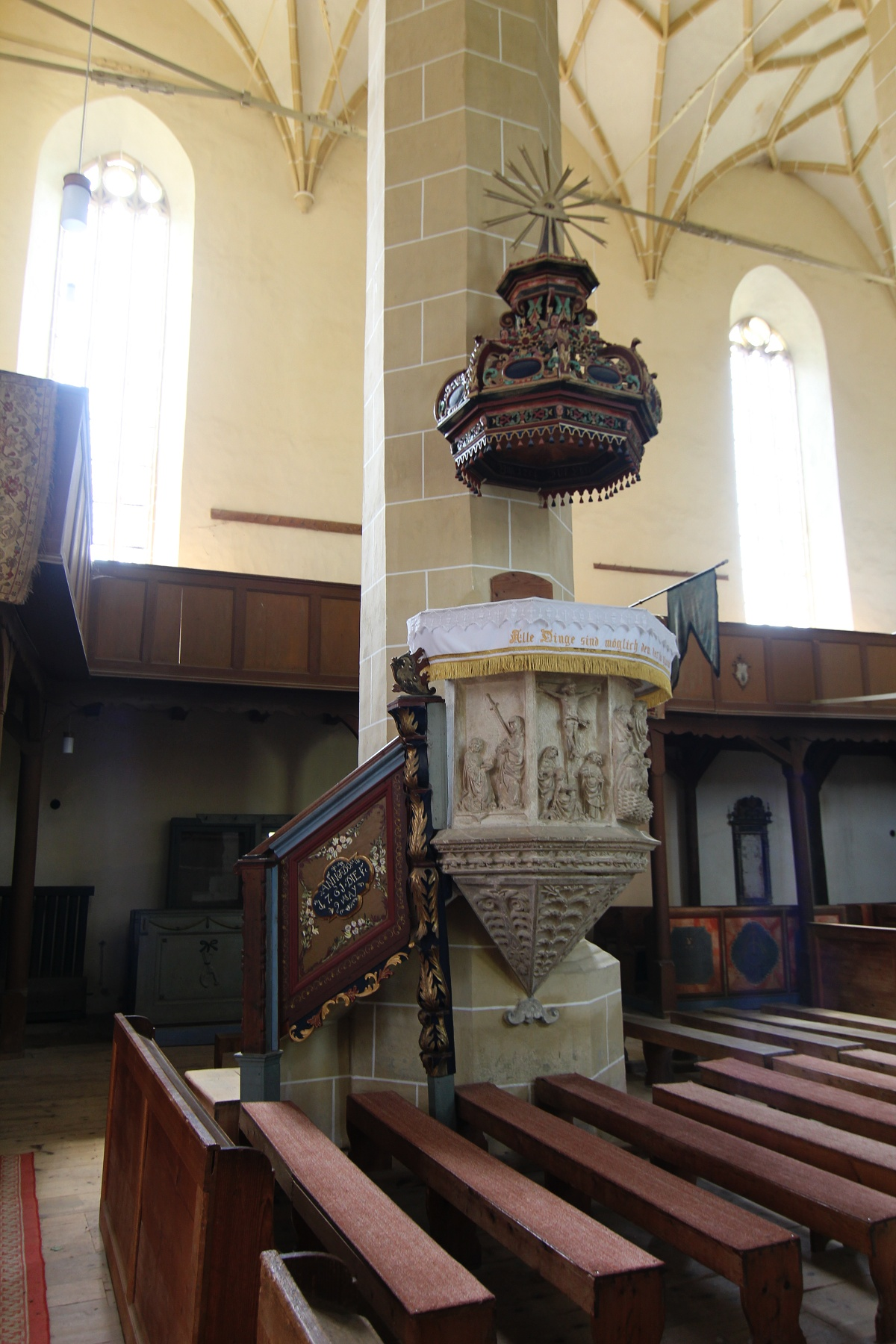
Kanzel

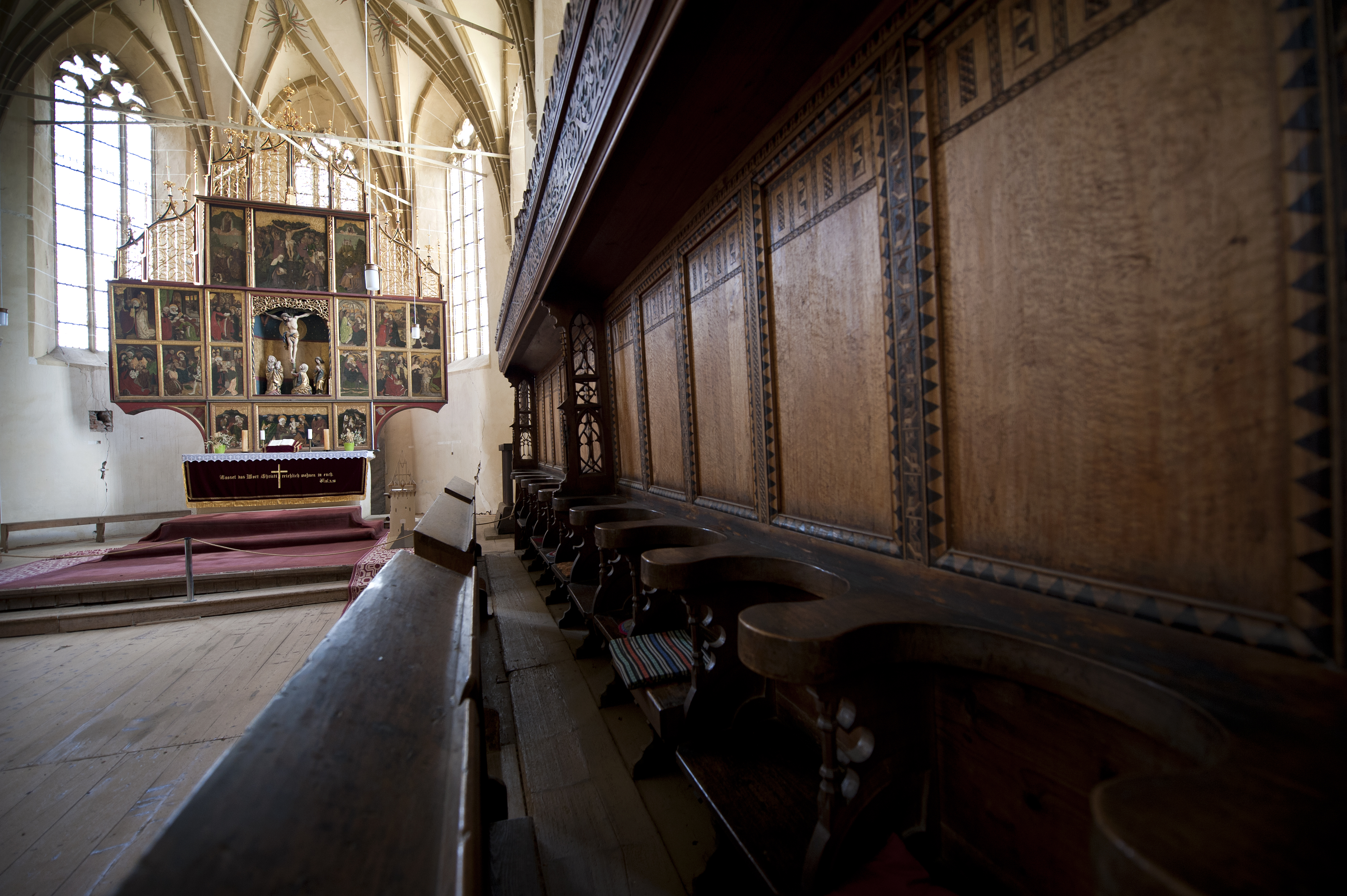
Chorgestühl

Im Chorraum der Kirche befindet sich ein spätgotischer Flügelaltar. Im geöffneten Zustand zeigt die Festtagsseite 18 Gemäldetafeln mit Darstellungen aus dem Marienleben sowie im Mittelschrein eine Kreuzigungsszene. Die (geschlossene) Werktagsseite weist weitere 10 Gemäldetafeln auf. Die Malereien stammen wohl von vier verschiedenen Meistern aus dem 15. und 16. Jahrhundert.

### Kanzel
Die Kanzel aus Sandstein am südöstlichen Pfeiler besteht aus mehreren Teilen. Drei Reliefdarstellungen am Kanzelkorb zeigen Szenen aus dem Leben Jesu: Einsegnung der Maria, Kreuzigung und Jesus auf dem Ölberg. Zwei weitere Flächen sind mit Blendmaßwerk verziert. Im Sockel der Kanzel ist die Jahreszahl 1596 eingraviert. Ein barocker, reich geschnitzter und farbig gefasster Schalldeckel mit Vergoldungen krönt die Kanzel, der auf 1754 datiert werden kann.

### Taufbecken
Das gotische Taufbecken aus Sandstein wird in das 16. Jahrhundert datiert. Das Innere des kelchförmigen Beckens ist mit einer Kupferschale mit barockem Deckel versehen. Der Fuß des Taufbeckens ist im Holzboden versenkt und heute nicht sichtbar.

### Gestühl
Im Innenraum haben sich fünf mittelalterliche Gestühle (2 Chorgestühle und 3 Gestühle im Schiff) aus geschnitztem Lindenholz erhalten, die mit aufwendigen Intarsien dekoriert sind. Auf einem der beiden Chorgestühle ist die Jahreszahl 1514 erhalten und gibt somit einen Hinweis auf die Datierung der Arbeit.
Der Schäßburger Tischlermeister Johannes Reychmut soll die Gestühle in den Jahren 1514 bis 1523 angefertigt haben.

### Orgel
Die Orgel auf der Westempore wurde 1833 vom Wiener Orgelbauer Carl Hess gebaut. 1994 wurde sie durch den Hermannstädter Orgelbauer Hermann Binder restauriert, 2005 durch Ferdinand Stemmer (Orgelwerkstatt Honigberg) erneut repariert, wobei noch fehlende Zungenstimmen (Fagott 16′ und Posaune 16′) ergänzt wurden. Das Instrument ist voll spielbar.
Die heutige Disposition der Birthälmer Orgel lautet wie folgt:
| I Manual C– |        |
| Bourdon     | 16′    |
| Principal   | 8′     |
| Hohlflöte   | 8′     |
| Salicional  | 8′     |
| Oktave      | 4′     |
| Flauto      | 4′     |
| Flauto      | 2 2/3′ |
| Superoctave | 2′     |
| Waldflöte   | 2′     |
| Quinte      | 1 1/3′ |
| Oktavin     | 1′     |
| Quinte      | 2/3′   |
| Trompete    | 8′     |

| II Manual C– |                   |
| Principal    | 8'                |
| Flauto       | 8' (Bass/Diskant) |
| Viola        | 8′                |
| Unda maris   | 8′                |
| Oktave       | 4′                |
| Fugara       | 4′                |
| Flauto       | 4′                |
| Violini      | 2'                |
| Fagott       | 16′               |

| Pedal C–     |     |
| Violon       | 16′ |
| Subbaß       | 16′ |
| Principalbaß | 8′  |
| Cello        | 8′  |
| Oktavbaß     | 4′  |
| Posaune      | 16′ |

Register- und Spieltraktur sind mechanisch.

### Zunftfahnen und Teppiche
Zur Innenausstattung der Kirche gehören auch historische Zunftfahnen. Die Zunftfahnen der Wollweber (mit der Jahreszahl 1691), Wagner, Schneider (1792), Lehrer (1802), Kürschner und Schuster sind im Kircheninneren aufgehängt. An den Wänden finden sich mehrere anatolische Teppiche, die zum Kulturgut der Siebenbürger Teppiche zählen.

## Grabplatten im Mausoleumsturm
Seit 1913 sind im Erdgeschoss des Mausoleumsturms neun Grabplatten und Epitaphien von Geistlichen in die Wand eingelassen, hauptsächlich von Bischöfen. Ursprünglich hatten sich die Platten im Chorraum der Kirche befunden. Schon 1805, zwei Jahre vor dem allgemeinen Verbot, in den Kirchen Begräbnisse durchzuführen, waren die Grabplatten in die Sakristei gebracht worden. 1857 wurden sie erstmals von Friedrich Müller beschrieben. Er identifizierte anhand ihrer Inschriften die Denkmäler des Birthälmer Reformators Franz Salicaeus Weidner († 1567) sowie der Bischöfe Lucas Unglerus († 1600), Mathias Schiffbaumer († 1611), Christian Harass († 1686), Christian Barth († 1652), Georg Theilesius († 1646), Franciscus Graff († 1627) und Zacharias Weyrauch († 1621)

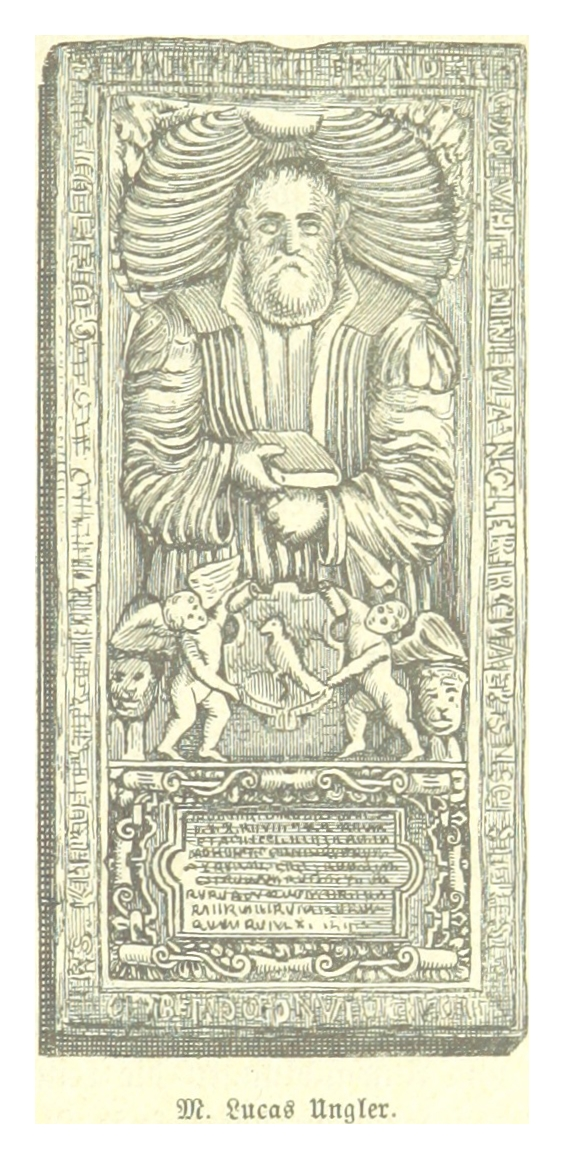
Mathias Lucas Ungler (amt. 1567–1600)
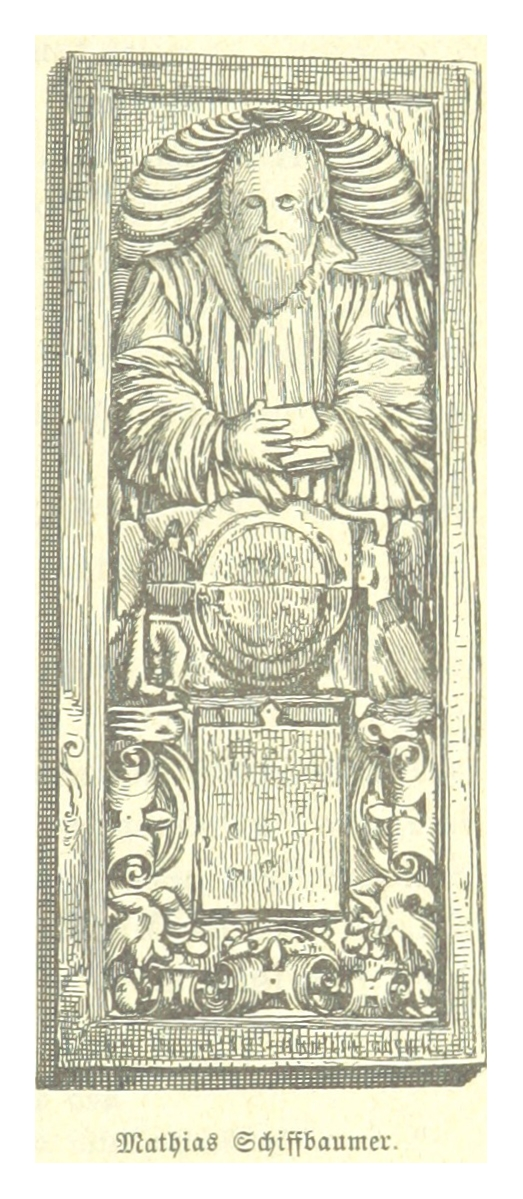
Mathias Schiffbaumer (amt. 1600–1611)
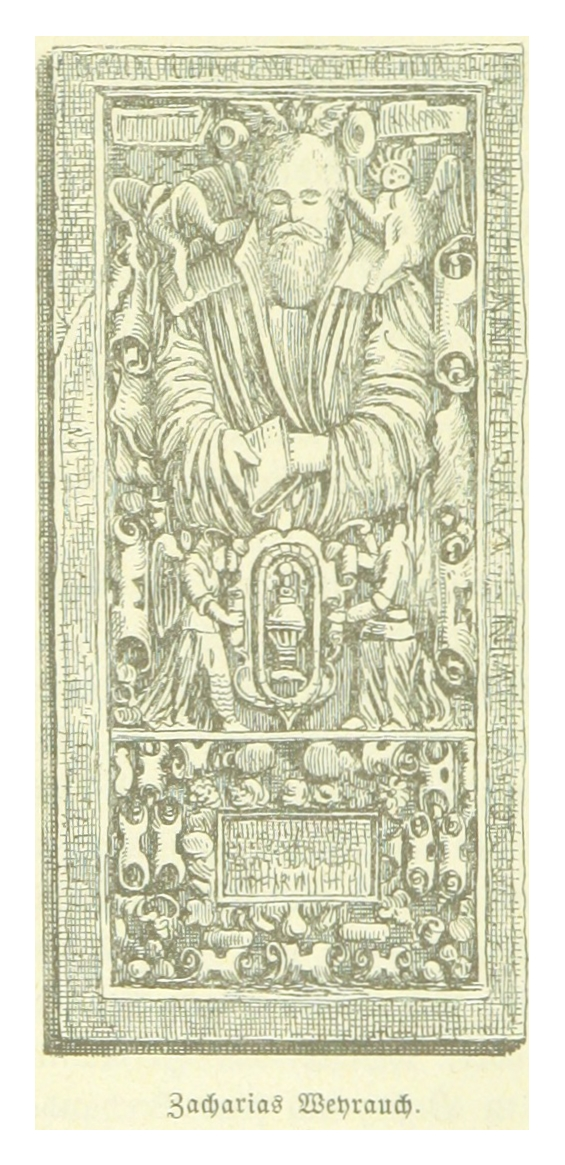
Zacharias Weyrauch (amt. 1613–1621)
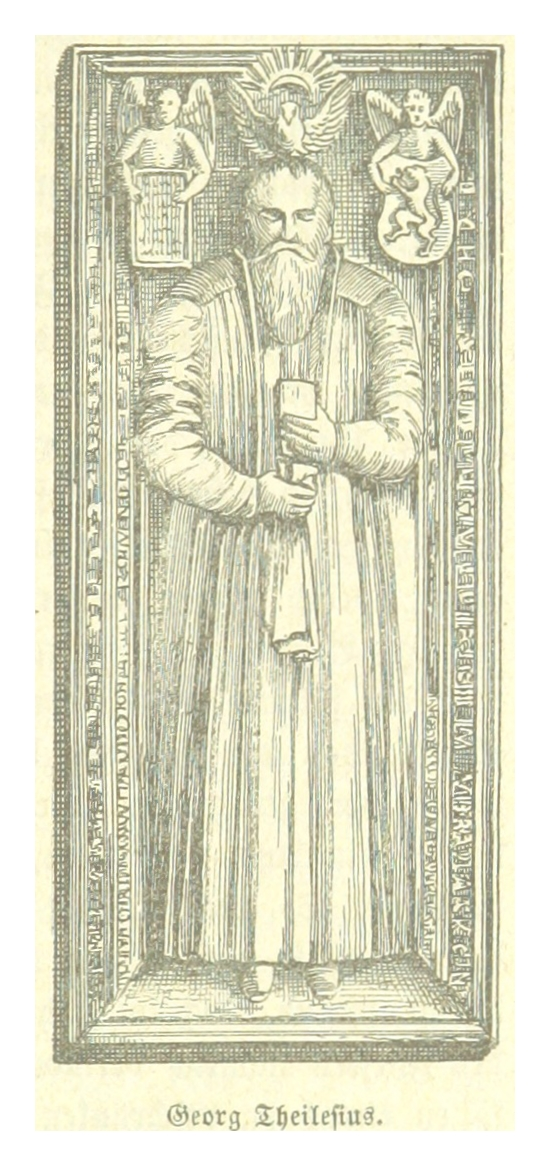
Georg Theilesius (amt. 1627–1646)

## Renovierungsarbeiten
Beim Erdbeben von Vrancea (1977) waren einzelne Rippen aus den Gewölben gesprengt worden. Ab 1979 wurde das Chorgewölbe durch teilweises Abtragen und neue Einwölbungen erneuert, die Ziegelrippen am spätgotischen Gewölbe befestigt und die Kirchenfenster mit neuen Butzenscheiben ausgestattet. Die ursprüngliche Wandmalerei wurde freigelegt, so dass erstmals seit der Reformationszeit die ursprüngliche polychrome Ausstattung des Innenraums wieder zum Vorschein kam. Eindeckung und Dachstuhl des Chors wurden erneuert, ebenso die Tünche der Außenwände. Anschließend wurde die innere Ringmauer mit Katholischem Turm, Torturm und Mausoleumsturm, sowie die äußeren Ringmauern, die Mauern des Zwingers und der äußere Torturm restauriert. Nach der Rumänischen Revolution von 1989 wurde ein Gebäude in ein Gästehaus umgebaut.
Bei der Restaurierung 1979–1991 standen der Gemeinde nur ihre eigenen bescheidenen Mittel zur Verfügung, daher konnte der steinerne Sockel der Kirche zunächst nicht erneuert werden. Ab 2004 wurde mit Mitteln der Siebenbürgisch-Sächsischen Stiftung und des World Monuments Funds der Sockelbereich der Kirche restauriert. Zementprofile und Verputz wurden durch Naturstein ersetzt und mit Kalkmörtel verputzt. Der Kirchhof wurde durch ein Katzenkopfpflaster befestigt. Weitere Arbeiten erfolgten an den Wandgemälden des Katholischen Turms, dessen Dach und Treppenhaus ebenfalls restauriert wurden.